# Podimore
Podimore – wieś w Anglii, w Somerset, w dystrykcie (unitary authority) Somerset, w civil parish Yeovilton. W 1931 roku civil parish liczyła 61 mieszkańców. Podimore jest wspomniana w Domesday Book (1086) jako Mideltone/Middeltona.